# 粗壮省藤
Module:Autotaxobox第170行Lua错误：attempt to index a nil value
[[Category:物种微格式条目|省藤属 Calamus]]
粗壮省藤（学名：Calamus giganteus var. robustus）为棕榈科省藤属下的一个变种。

## 扩展阅读
- 維基物種上的相關：粗壮省藤